# El Bocho

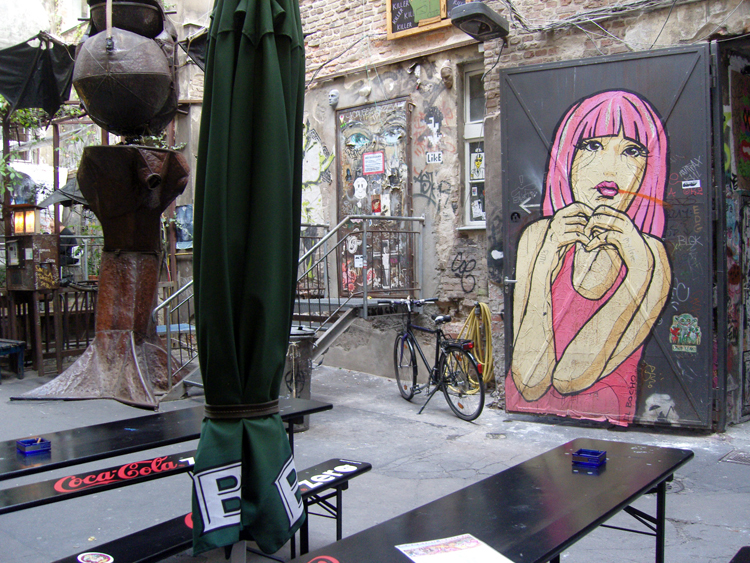
Figur Citizens, Paste-Up, Berlin 2011

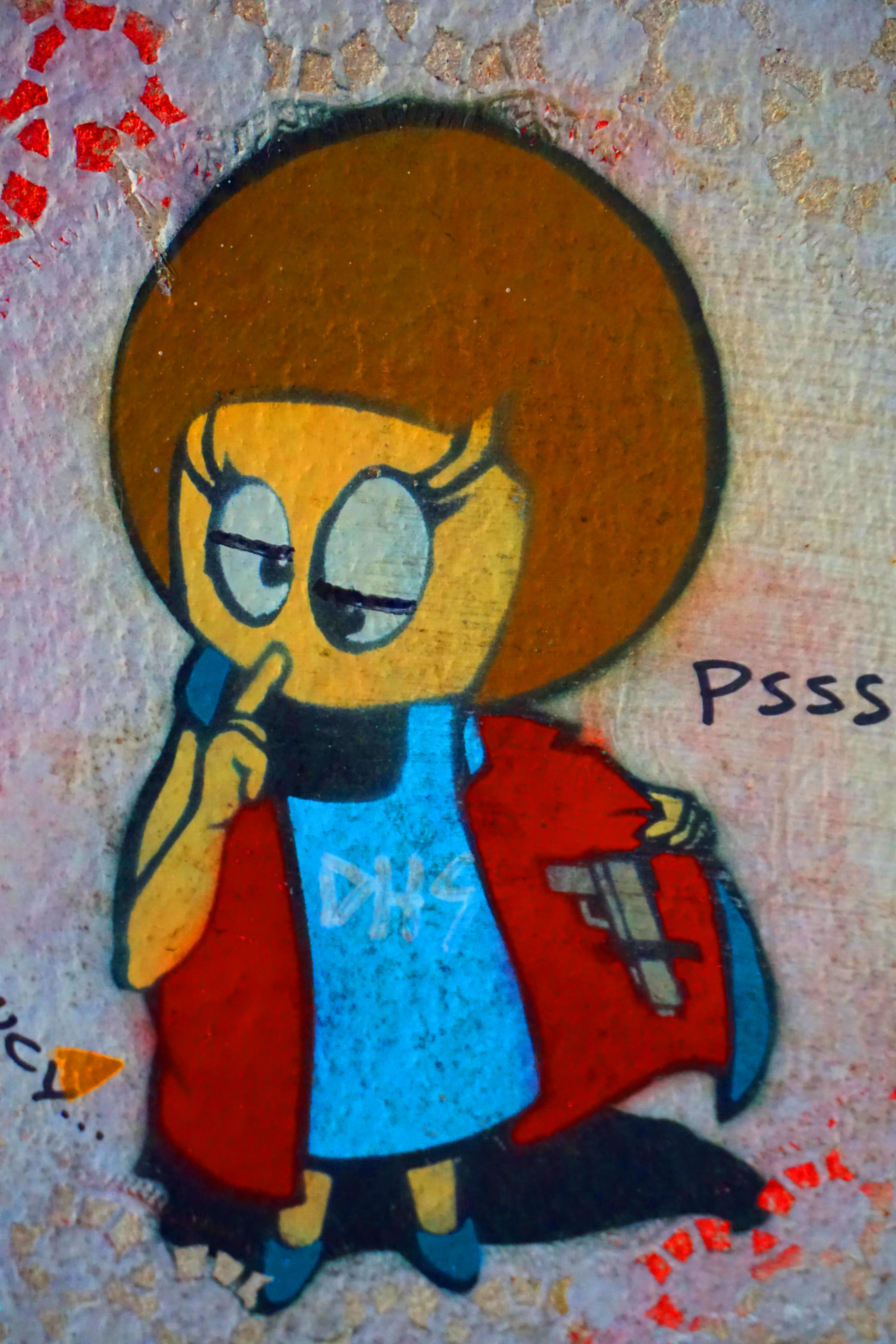
Figur Little Lucy, "Psss", Paste-up, Berlin 2015,

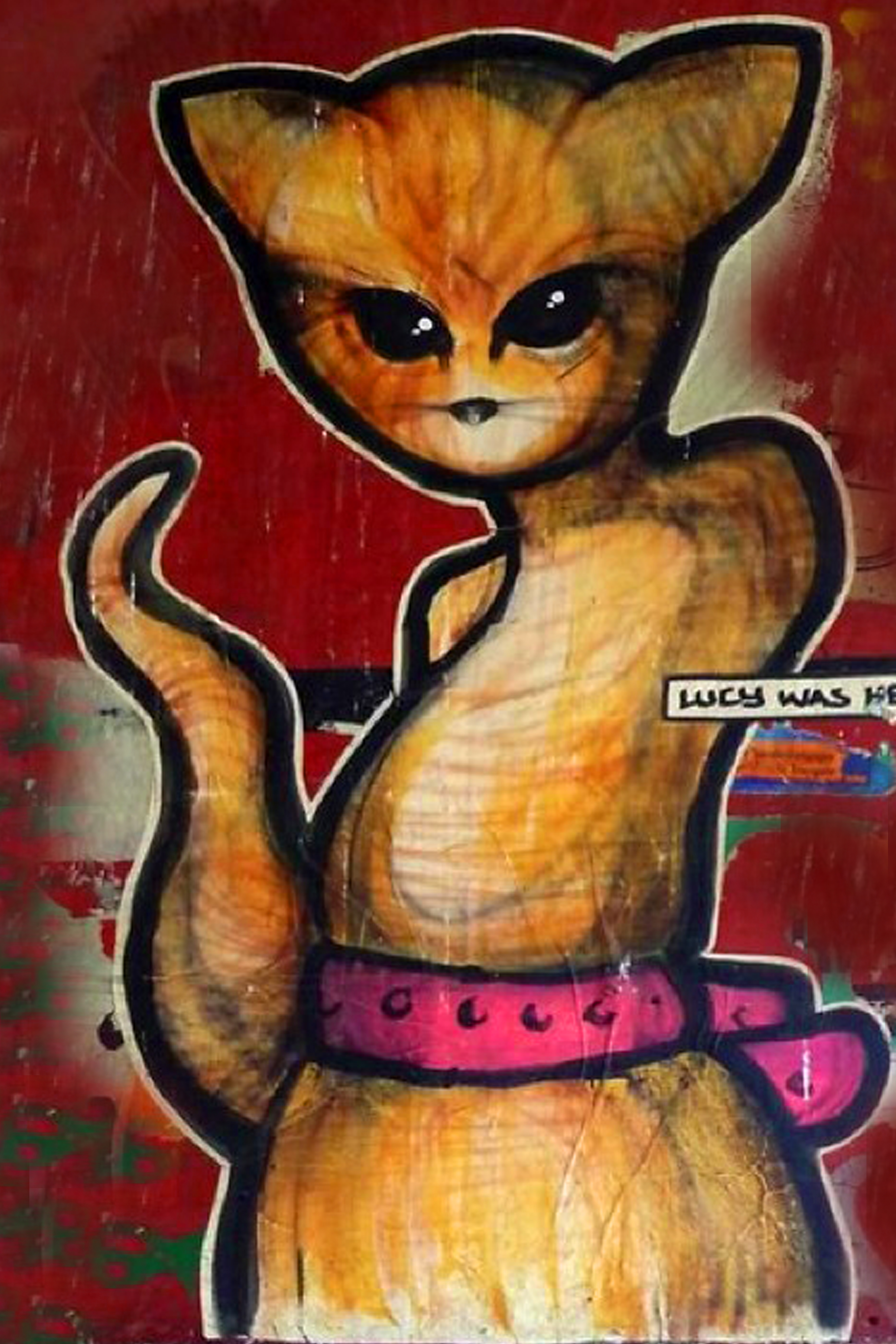
Figur Little Lucy, Lucy was here, Paste-up; Hamburg

El Bocho (* 1978 in Frankfurt am Main) ist ein deutscher Streetart- und Graffiti-Künstler. Seine Identität hält er geheim. Der Künstler lebt und arbeitet seit 2006 in Berlin.

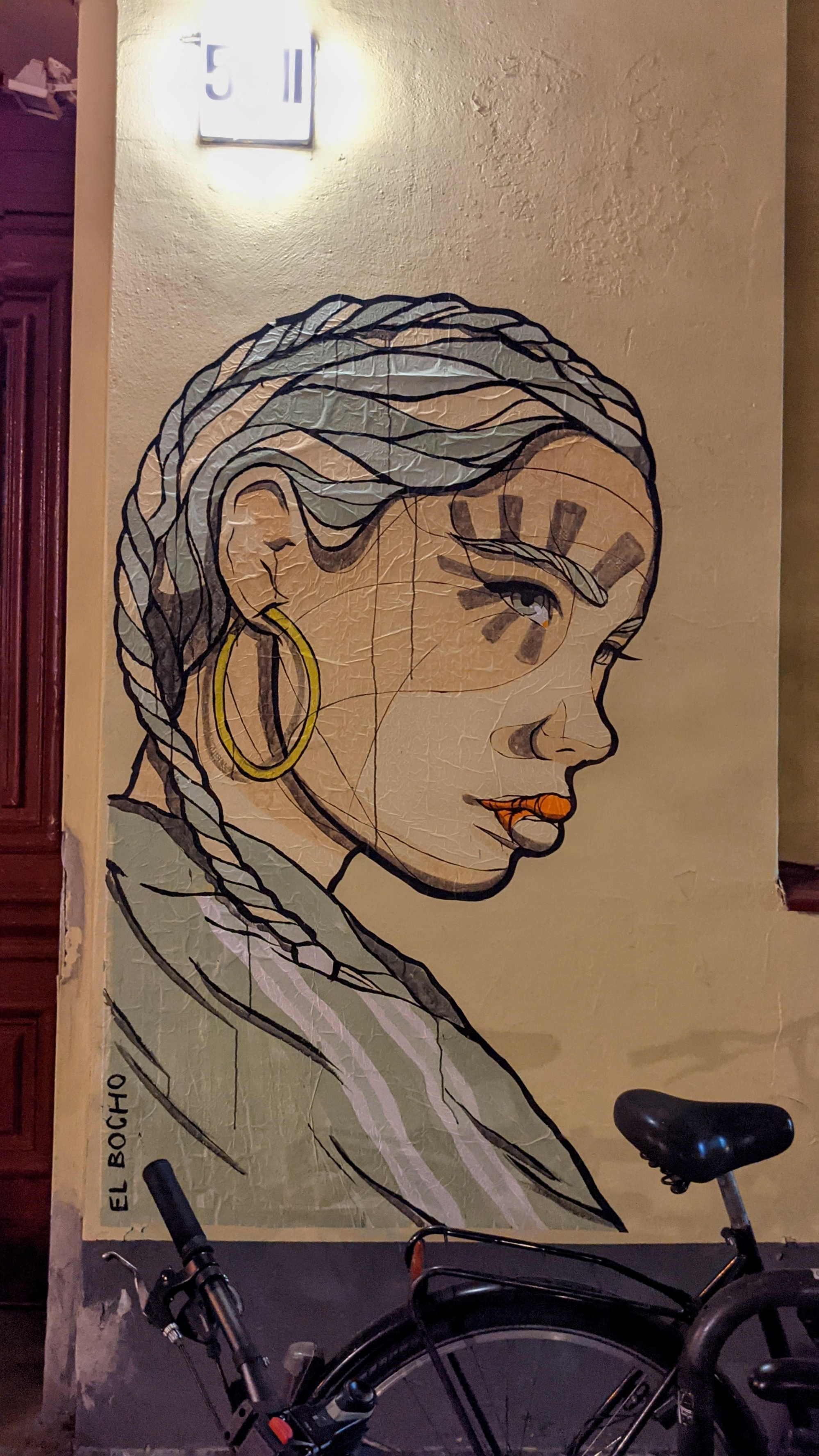
Berlin 2021

## Leben
El Bocho studierte Grafik-Design und arbeitete danach beruflich mit Typographie und Plakatkunst. Er zog 2006 von Frankfurt am Main nach Berlin. Seit 1996 ist er anonym im Graffti- und Street-Art-Bereich im öffentlichen Raum unterwegs. Seine Werke sind weltweit zu finden, besonders stark in seiner Wahlheimatstadt Berlin.
Der Künstler arbeitet mit Leinwand, Kreide, Illustration, Installation, Postern, Paste-Ups, Stencils (Schablonen), Stickern (Aufkleber), Tape Art (Klebeband), Kacheln, Fotografie und Videos. Ein Schwerpunkt liegt bei Paste-Ups (Plakate).

## Werke
Er nutzt als Stilelemente immer gleiche Figuren. Insgesamt arbeitet er mit den 4 Figuren Little Lucy, Kalle und Bernd, Tina Berlina und Citizen.
Little Lucy und ihre Katze, entnommen der tschechischen Serie Luzie, der Schrecken der Straße aus den 1970er-Jahren. Lucy malträtiert ihre Katze, die aber alle Mordversuche überlebt. Diese Variante der Serie hat er selbst entwickelt. Sie zeugt von seinem schwarzen Humor.

### Fotogalerie "Little Lucy"

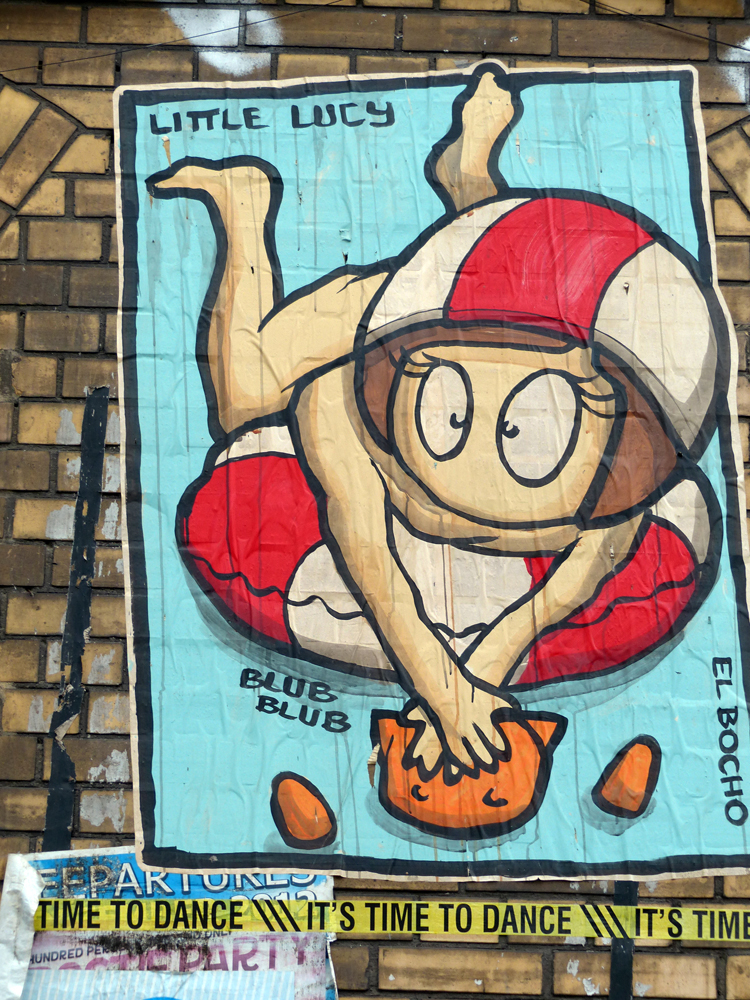
"Blub Blub", Paste-up Berlin
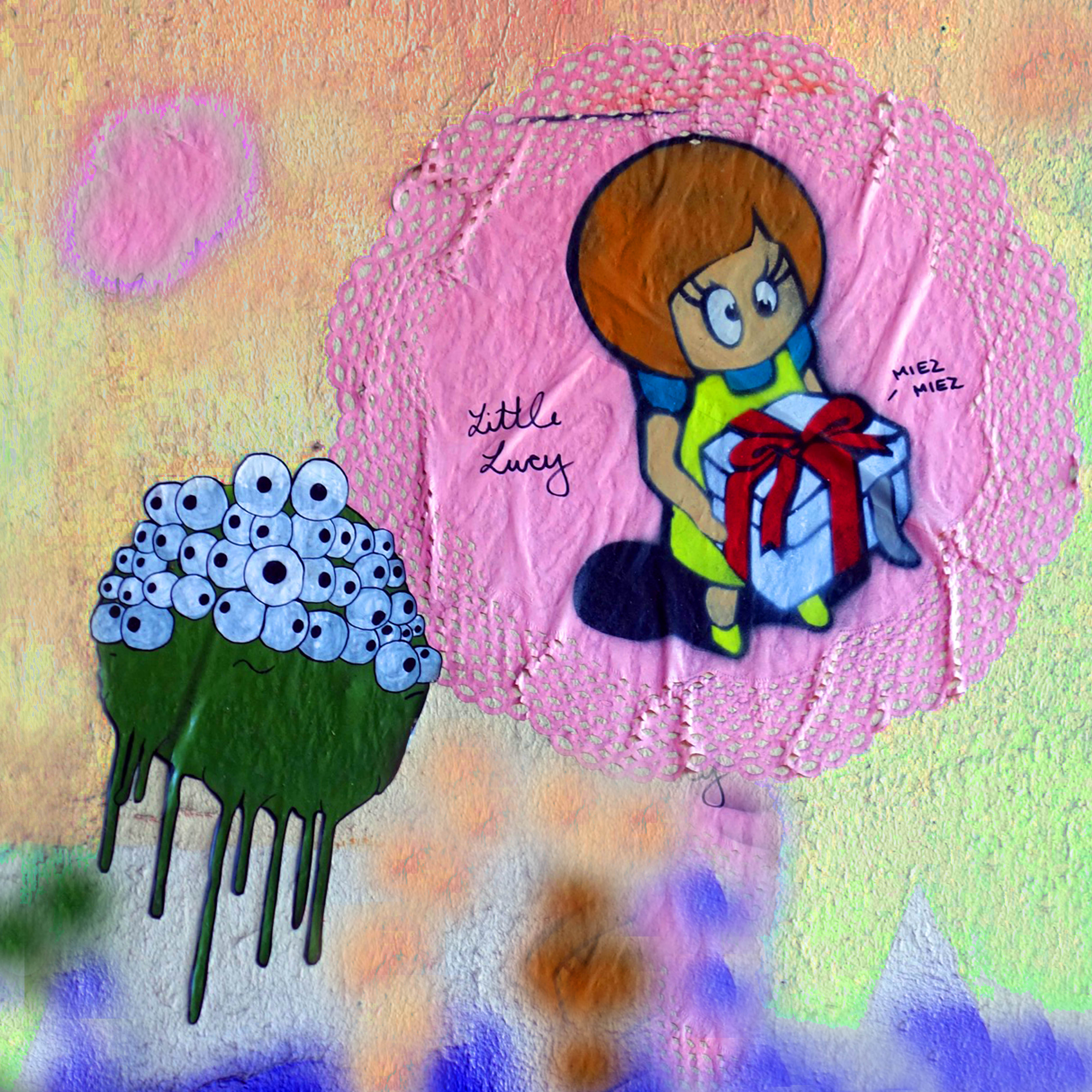
"Miez, Miez", Paste-up, Hamburg 2015
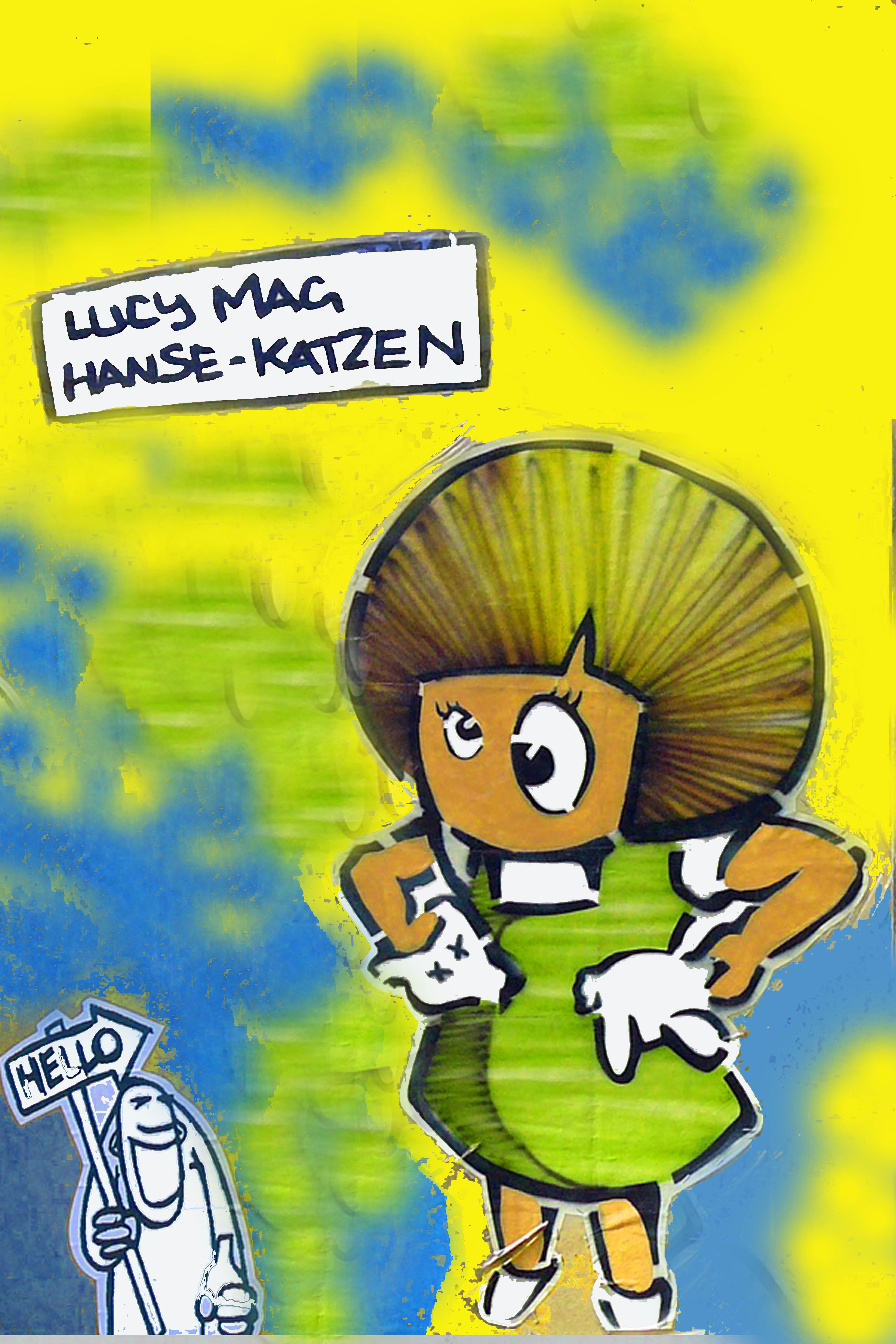
"Lucy mag Hanse-Katzen", Paste-up, Hamburg 2015
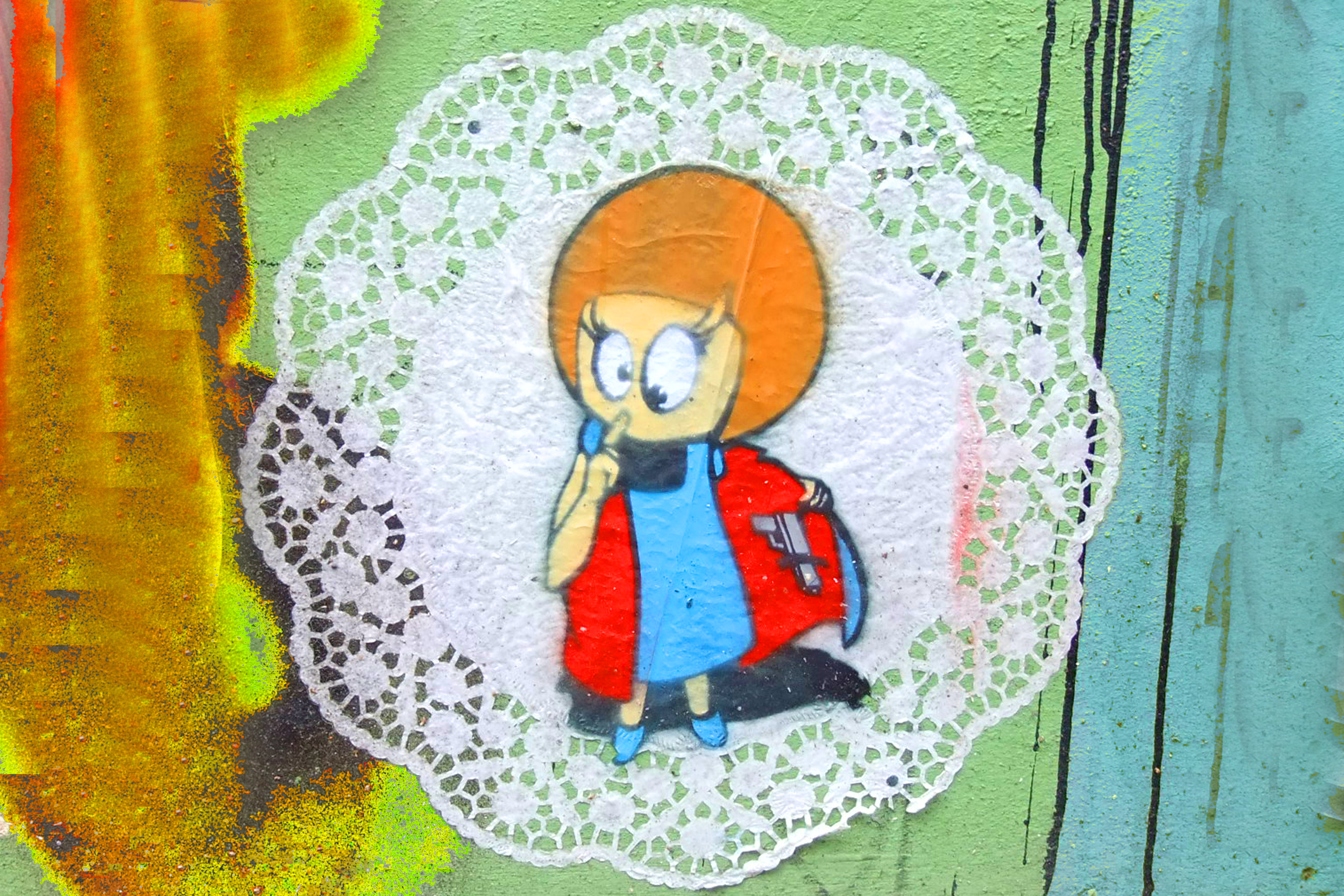
"Psssst", Paste-up, Hamburg 2015
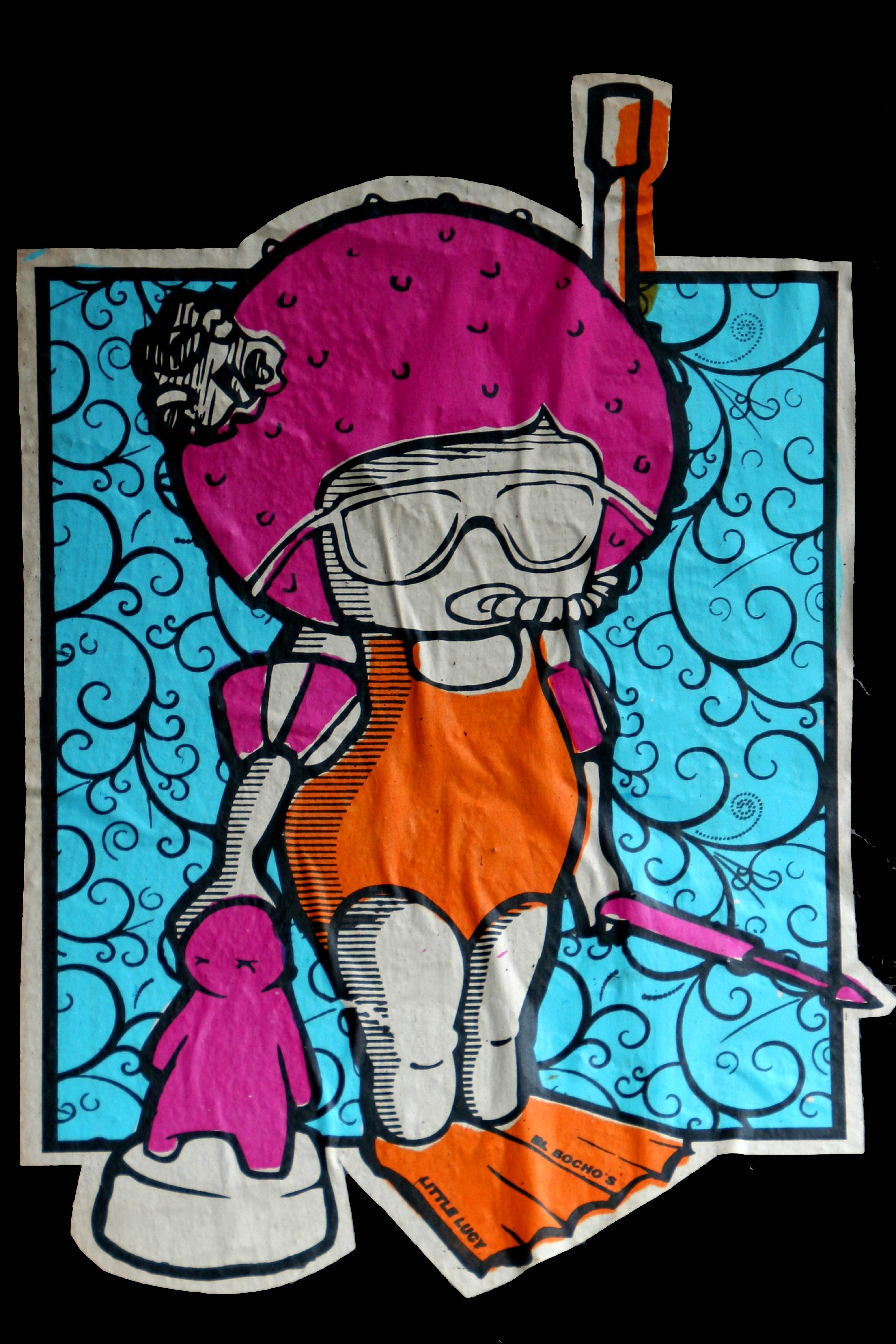
Paste-up, Hamburg 2015
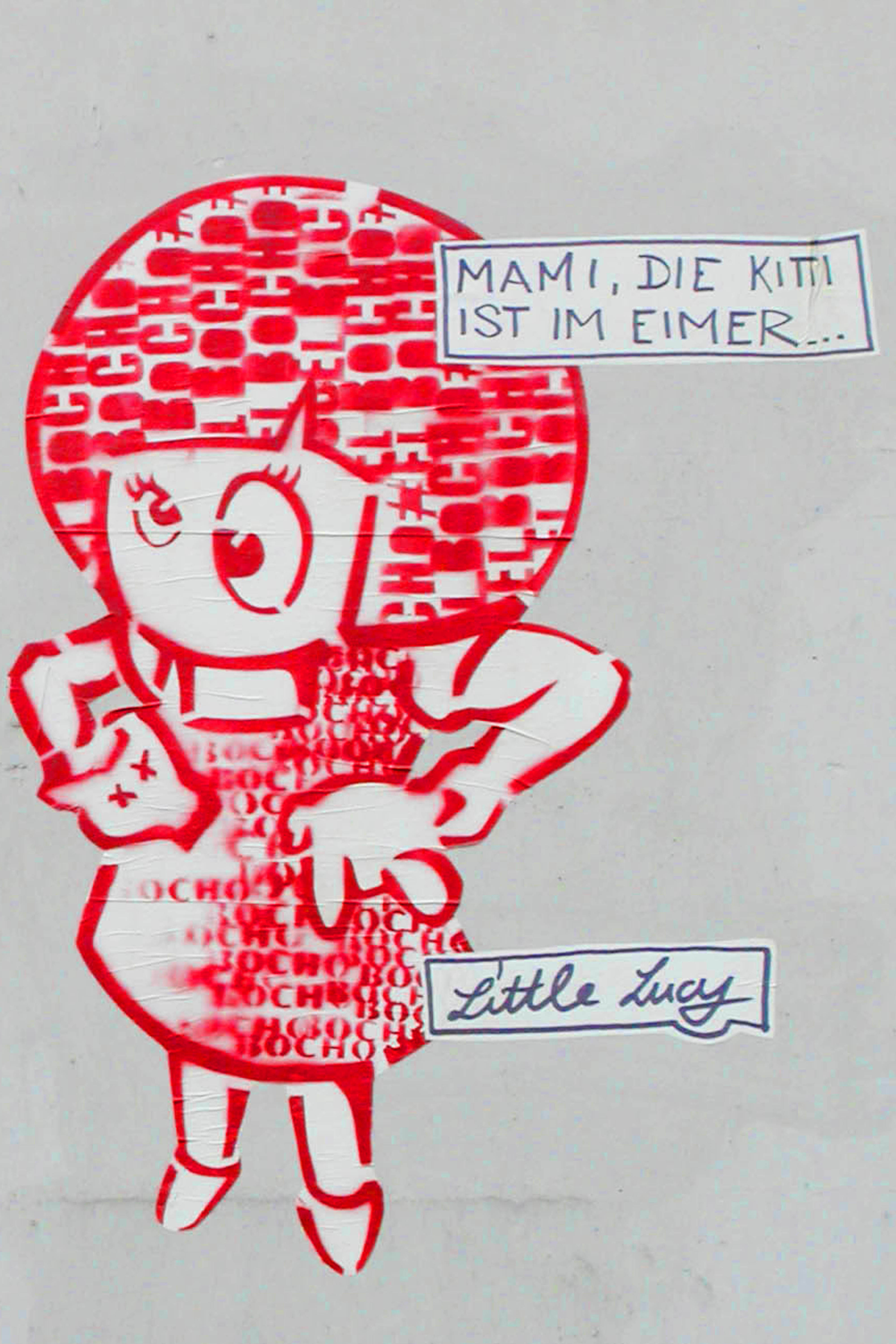
"Mami die Kitty ist im Eimer", Paste-up, Trier 2017

Kalle und Bernd, zwei sprechende Überwachungskameras, die beobachten und kritisch kommentieren, sind in Berlin oft zu finden.
Tina Berlina. 2014 entwickelte er Tina Berlina. Mit dicker Halskette mit großem B für Berlin um den Hals und mit Sprechblasen gibt sie Touristen mit dem Vordruck in der Sprechblase „Hey Tourist…“. Darunter stehen handschriftliche humorvolle Sprüche im Zusammenhang mit Berlin wie z. B. „Don’t believe your tour guide“ oder „check Urban Art Week“.
Seine romantische Art wird bei den teilweise sehr großen Porträts von Frauen im Pop-Art-Style (Citizens) deutlich, die oft mit Sprüchen die Liebe zu ihrer Stadt mitteilen.
Zur Ausstellung Urban Affairs Extended schuf er 2009 das damals größte Tape-Art-Outdoor-Bild am leerstehenden Berliner Stadtbad Wedding.

## Ausstellungen (Auswahl)
- 2016: Kenia, Nairobi Muralpainting
- 2016: Tokyo, Soloshow
- 2016: Amsterdam, GO Gallery -Groupshow
- 2015: Ostrale Dresden
- 2014: Rosenheim, Museum – Städtische Galerie
- 2013: Völklingen, UrbanArt Biennale (Völklinger Hütte)
- 2013: Köln, Art Cologne
- 2012: Ludwigsburg, Kunstverein
- 2011: Permm, Russland, Museum für zeitgenössische Kunst (Музей современного искусства)
- 2009: Berlin, Stadtbad Wedding
- 2009: Berlin, Urban Affairs/Tape-Art-World-Rekord
- 2009: Hamburg / Mono Concept
- 2009: Karlsruhe, Art Karlsruhe
- 2009: London, Bricklane Gallery
- 2009: Sao Paulo – Red Bull “HOUSE OF ART”
- 2008: Berlin – Urban Affairs
- 2008: Berlin – Sticker Museum
- 2007: Neapel – Bazar-one

## Videodokumentationen
- 2013: Video über El Bocho in der RBB Abendschau am 2. Februar 2013
- 2011: ARTE – Metropolis
- 2011: ARTE online artist-special
- 2010: MTV Brasil
- 2010: Travel channel USA
- 2009: N24
- 2009: Pro7 News
- 2009: Sat1 News
- 2008: MTV Hungary – PIXEL – Berliner Artists
- 2008: Hong Kong TV – What a wonderful life
- 2008: 3Sat – Polylux